# فرانك بورغس
فرانك بورغس (9 مارس 1935 في الولايات المتحدة - 26 مارس 2010 في الولايات المتحدة) (بالإنجليزية: Frank Burgess)‏ هو قاضي ومحامي ولاعب كرة سلة أمريكي في مركز مدافع مسدد الهدف. لعب مع Long Beach Chiefs ‏ وGonzaga Bulldogs men's basketball ‏.

## وصلات خارجية
- فرانك بورغس على موقع سبورتس رفرنس (الإنجليزية)
- فرانك بورغس على موقع كلية كرة السلة في سبورتس رفرنس.كوم (الإنجليزية)
- فرانك بورغس على موقع ريلجم (الإنجليزية)